# Coolamon (récipient)

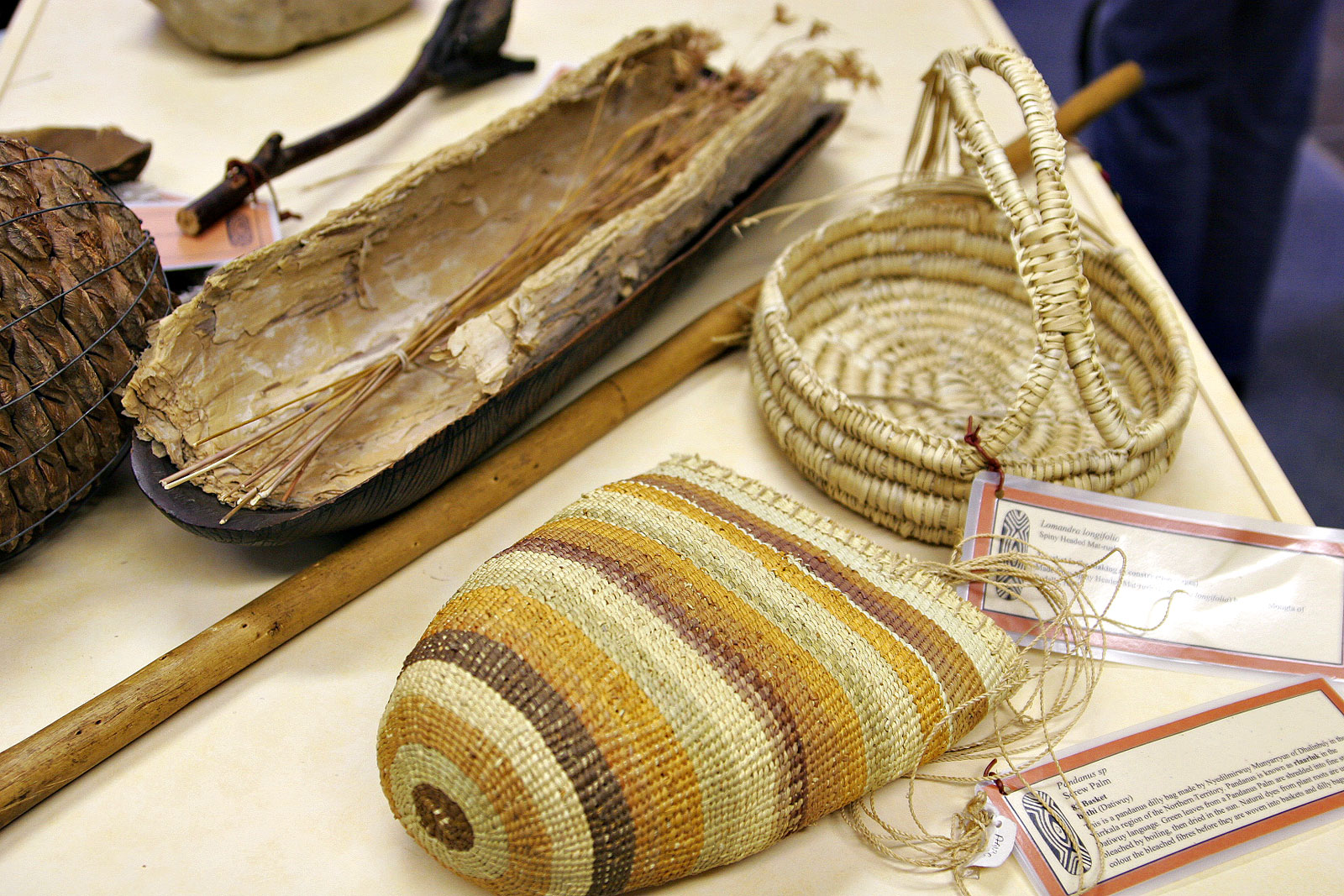
Le coolamon, complètement à gauche, est ici tapissé de papier, comme c'est souvent le cas quand on l'utilise comme berceau pour les nouveau-nés.

Un coolamon est un récipient aborigène qui peut avoir diverses utilisations. Il mesure 30 à 70 cm de long et a une forme similaire à celle d'un canoë.
Les coolamons sont traditionnellement utilisés par les femmes aborigènes pour transporter de l'eau, des fruits, des noix ou encore comme berceau pour les bébés. Aujourd'hui, quand les femmes ramassent des baies elles utilisent des boites modernes. Les coolamons se transportaient sur la tête, ou sur le bras quand il servait de berceau. Pour le transporter sur la tête, un anneau (akartne en Arrernte) y était préalablement placé. Il était fabriqué à partir d'opossum, de cheveux humains tressés ou de plumes.
Le récipient donne son nom à une ville australienne Coolamon.